# Енн Ґрант
Енн Ґрант (6 травня 1955) — зімбабвійська хокеїстка на траві.
Олімпійська чемпіонка 1980 року.